# 가와우치촌 (아오모리현)
가와우치촌(川内村)은 아오모리현 산노헤군에 설치되었던 촌이다.

## 연혁
- 1889년 4월 1일 - 정촌제 시행에 의해 산노헤군 기리야치촌, 가미이치카와촌을 합병해, 가와우치촌이 발족하였다.
- 1955년 7월 1일 - 니노헤군 고노헤정, 아사다촌과 합병해 고노헤정을 신설하여 소멸하였다.